# Nationalmuseum Warschau

Schlacht bei Grunwald, Jan Matejko, 1878

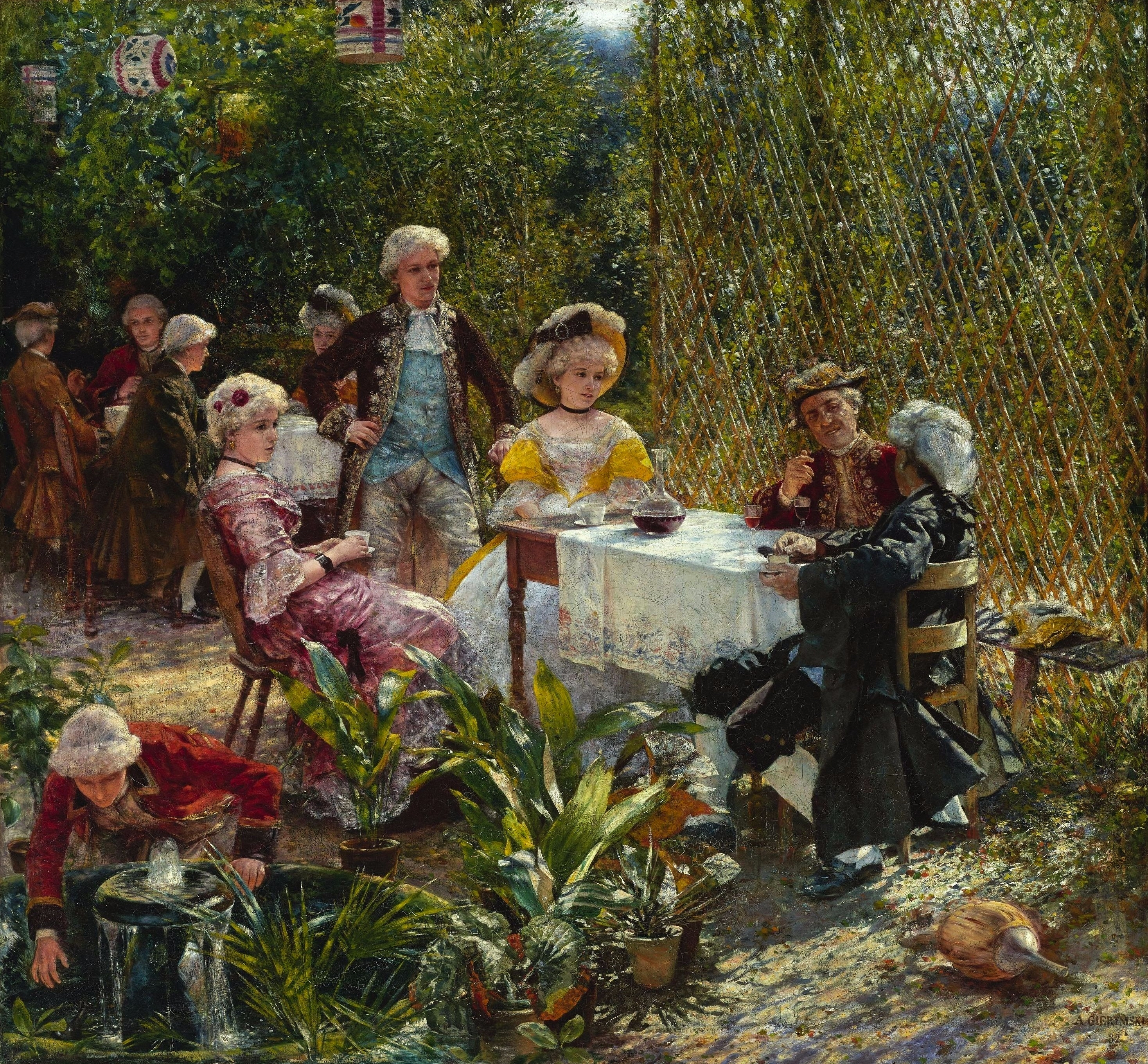
Aleksander Gierymski (1850–1901): In der Gartenlaube

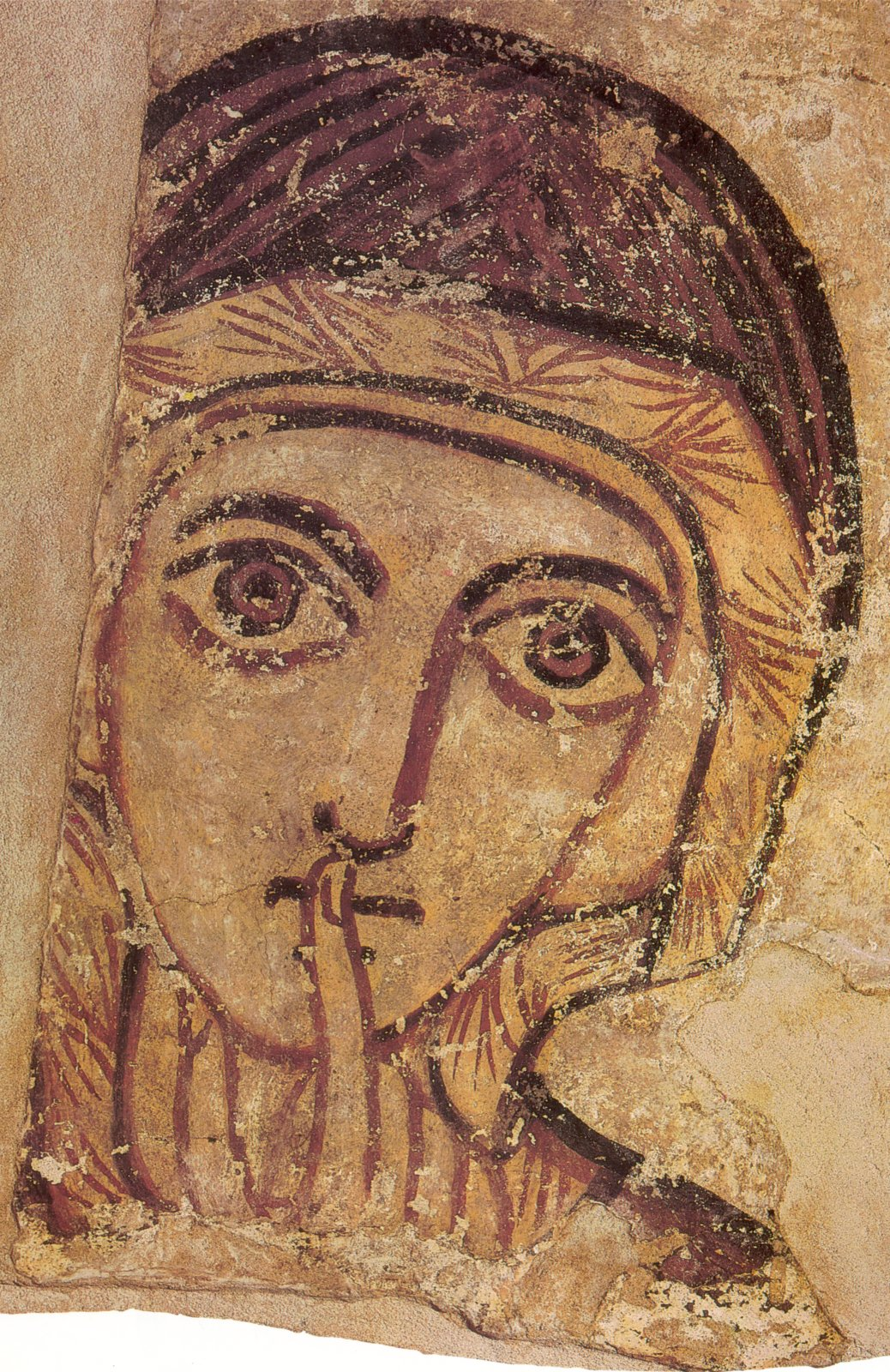
St. Anna (Nubisches Fresko aus Faras)

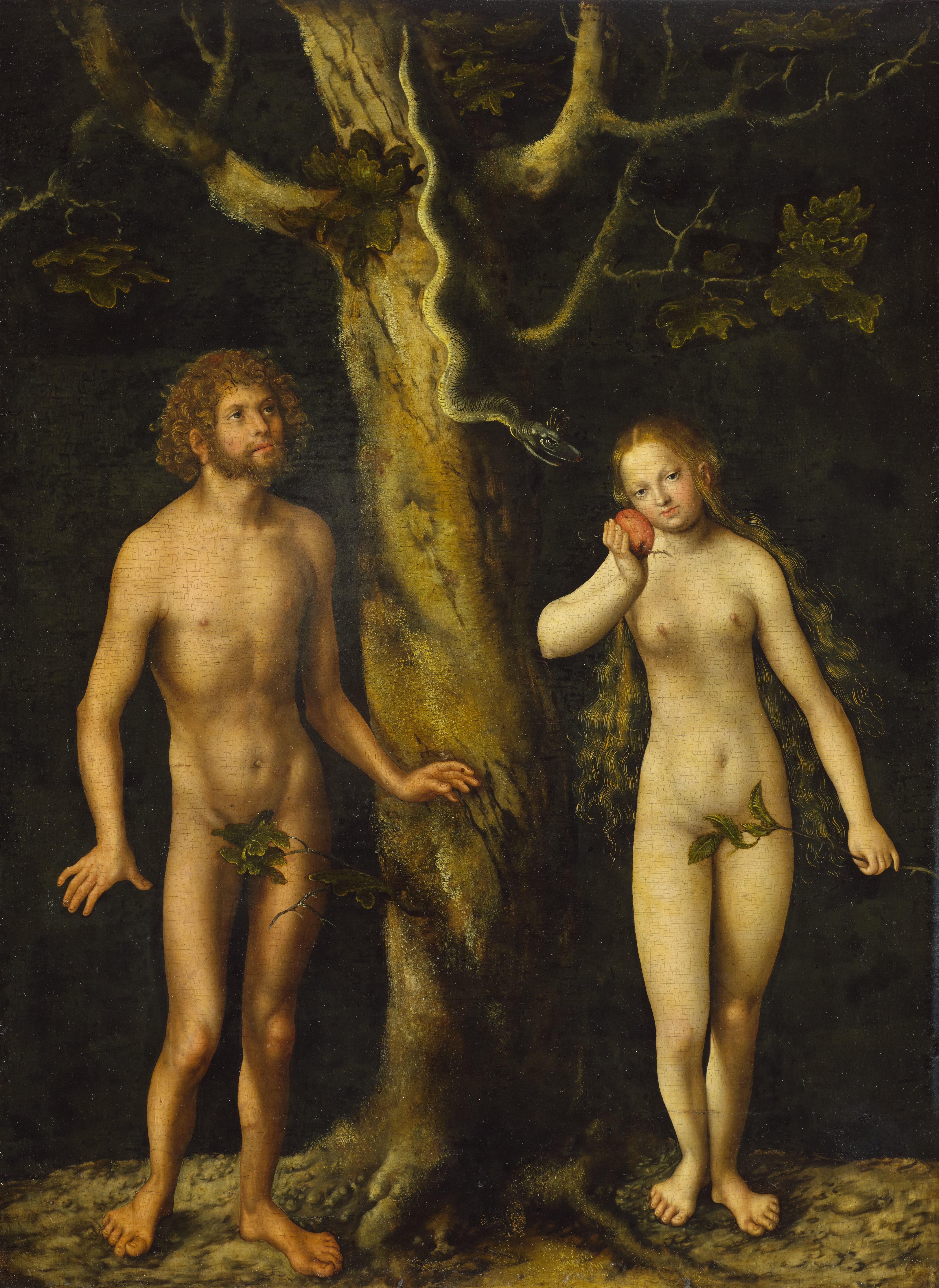
Adam und Eva, Lucas Cranach der Ältere

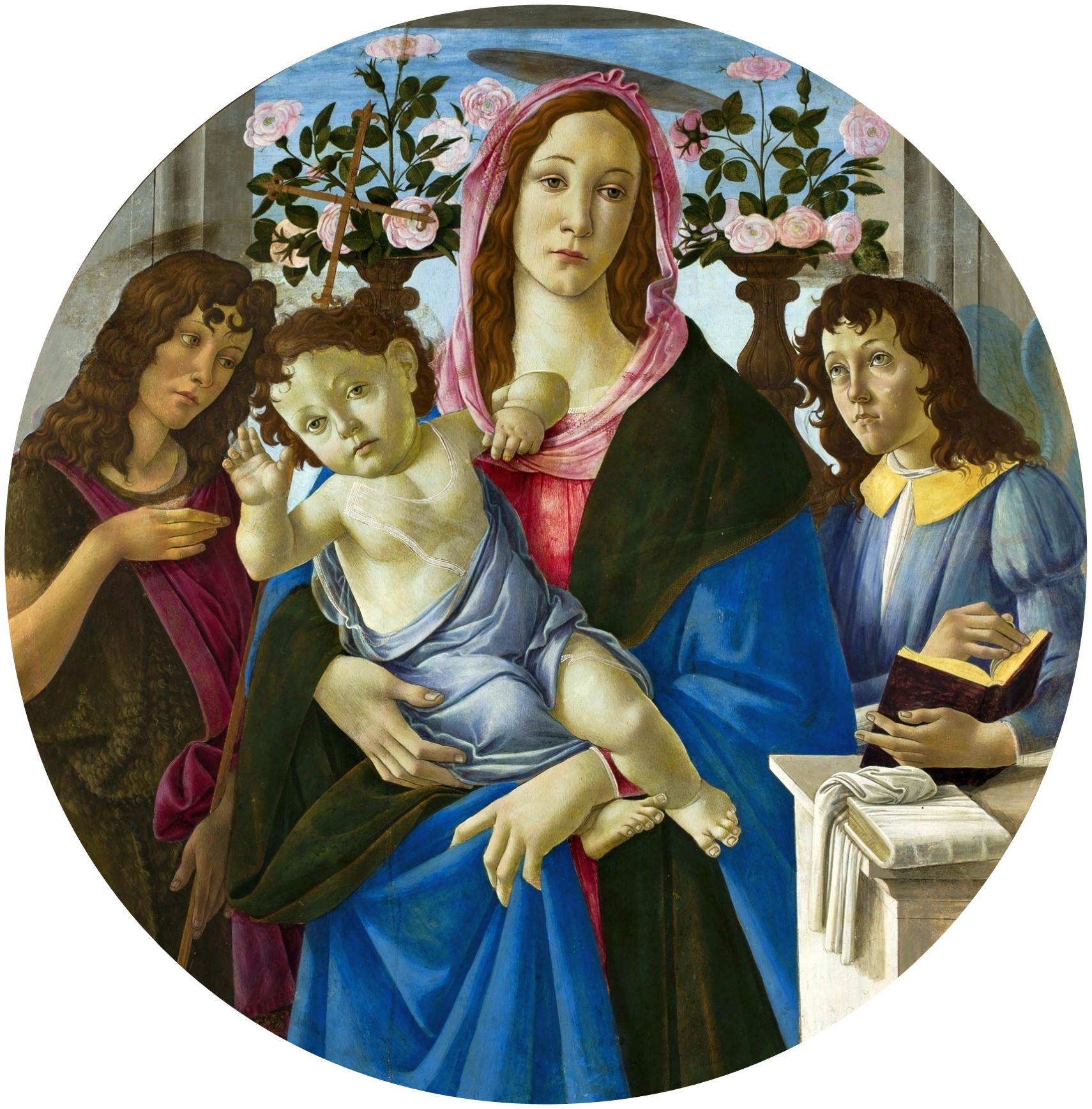
Madonna und Kind, Sandro Botticelli

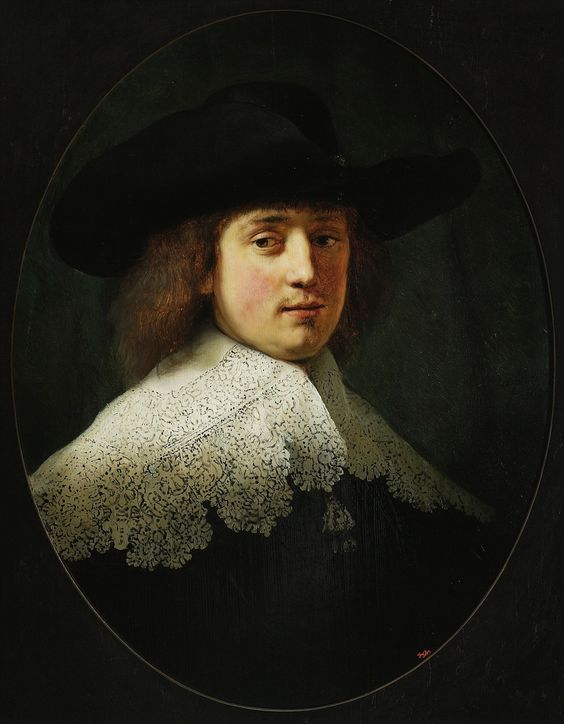
Maerten Soolmans, Rembrandt

Das Nationalmuseum in Warschau (poln. Muzeum Narodowe w Warszawie) ist mit seinen Außenstellen im Königsschloss und im Palast von Wilanów das größte Museum der Stadt.

## Geschichte
Es ging aus dem am 20. Mai 1862 eröffneten Museum der schönen Künste hervor und wurde 1916 in Muzeum Narodowe umbenannt. 1926 begann der Bau des heutigen Gebäudes an der Aleje Jerozolimskie Nr. 3. 1932 eröffneten die ersten Ausstellungen; dekorativer Kunst in den beiden zuerst fertiggestellten Gebäudeflügeln. Am 18. Juni 1938 wurde der Gesamtbau offiziell eingeweiht. Im Zweiten Weltkrieg stahlen die Nazis zahlreiche Kunstwerke, von denen heute viele verschollen sind.
In den 2010er Jahren besitzt das Museum rund 780.000 Werke in Sammlungen des Altertums, der polnischen Malerei, der ausländischen Malerei (z. B. die nubischen Fresken von Faras oder Spaziergängerin am Springbrunnen im Kurgarten in Kissingen von Adolph von Menzel) sowie des Kunsthandwerks. Außerdem verfügt es über eine Münzsammlung und einen eigenen Flügel für das Polnische Militärmuseum. Das Museum enthält auch die alte Zachęta-Sammlung.
Im Jahre 2008 startete auf der Krimhalbinsel (Ukraine) das Projekt Polish Archaeological Mission Tyritake of National Museum in Warsaw, geleitet von Alfred Twardecki, dem Kustos der Galerie der Antiken Kunst.
Das Entfernen eines Kunstwerkes wegen „Unsittlichkeit“, welches eine Bananen essende Frau zeigt, löste im April 2019 eine Protestaktion aus, bei der Demonstranten vor dem Museumsgebäude vorsätzlich Bananen verzehrten.

## Schausammlung
Folgende Abteilungen („Galerien“) sind für das Publikum zugänglich (Stand: September 2021, ohne Sonderausstellungen). Weitere als die angegebenen Schließungen sind wegen der seit 2010 laufenden Modernisierung zu erwarten:
Erdgeschoss
- Galeria Sztuki Starożytne – Antike Kunst
- Galeria Faras – Die Ausgrabungen in Faras: Frühchristliche Kunst aus der nubischen Stadt Faras, die in den 1960er Jahren von polnischen Archäologen ausgegraben wurde, vor allem die Originale großformatiger Wandmalereien.
- Galeria Sztuki Średniowiecznej – Mittelalterliche Plastik und Malerei aus Polen

1. Obergeschoss
- Galeria Sztuki Wieku XIX – Kunst des 19. Jahrhunderts
- Galeria Sztuki XX i XXI Wieku – Kunst des 20. bis 21. Jahrhundert.
- Galeria Wzornictwa Polskiego – Polnisches Design

2. Obergeschoss
- Galeria Sztuki Dawnej – Galerie Alter Meister: Europäische Malerei und Kunsthandwerk aus Renaissance und Barock